# Куп СФР Југославије у рагбију 1971.
Куп СФР Југославије у рагбију 1971. је било 12. издање Купа комунистичке Југославије у рагбију. Играло се по правилима рагбија 15.
Трофеј је освојио Бродарац.
Финале
| Бродарац Београд | 21 – 11 | Рагби клуб Нада Сплит |
| ---------------- | ------- | --------------------- |
|                  |         |                       |

| Освајач купа Југославије у рагбију 1971. |
| ---------------------------------------- |
| Бродарац Београд 2. трофеј               |